# هيروس أوف مايت أند ماجيك 5
هيروس أوف مايت أند ماجيك 5 (بالإنجليزية: Heroes of Might and Magic V)‏ هي لعبة فيديو استراتيجية تناوب الأدوار تم إنتاجها في سنة 2006، تم تطويرها بالتعاون بين شركتي نيفال إنتراكتيف الروسية وفريفيرس الأمريكية وتم نشرها من قبل شركة يوبي سوفت الفرنسية، هذه اللعبة هي الخامسة من سلسلة ألعاب هيروس أوف مايت أند ماجيك، ومن تأليف جيف سبوك.

## وصلات خارجية
- هيروس أوف مايت أند ماجيك 5 على موقع IMDb (الإنجليزية)